# Powiat Suttsu
Powiat Suttsu (jap. 寿都郡 Suttsu-gun) – powiat w Japonii, w prefekturze Hokkaido, w podprefekturze Shiribeshi. W 2024 roku liczył 5260 mieszkańców.

## Miejscowości
- Kuromatsunai
- Suttsu